# SG Castrop-Rauxel
SG Castrop-Rauxel is een Duitse voetbalclub uit Castrop-Rauxel.

## Geschiedenis

### SG Erin 11
De club werd opgericht in 1911 als Germania Obercastrop, Obercastrop was toen een deelgemeente van de toen nog zelfstandige stad Castrop. In 1920 werd de naam gewijzigd in BV 1911 Obercastrop. De club was aangesloten bij de West-Duitse voetbalbond en speelde in de Ruhrcompetitie spelen. In 1931 promoveerde de club naar de hoogste klasse en werd daar laatste. In 1936 werd de naam gewijzigd in SG Erin 11. De club werd nu ook actief in meerdere sporten. In 1949 promoveerde de club naar de Bezirksliga (de vierde klasse, vanaf 1955 de vijfde), waar ze speelden tot 1962 toen ze fuseerden met SV Castrop 02.

### SG Castrop-Rauxel
In het tweede fusiejaar promoveerde de club naar de Verbandsliga (derde klasse), waar ze tot 1969 speelden. Na twee jaar promoveerde de club weer, maar slechts voor één seizoen. In 1976 degradeerde de club naar de Bezirksliga waar ze tot 1996 speelden. Na degradatie naar de Kreisliga A degradeerde de club in 1998 naar de Kreisliga B. In 2008 promoveerde de club weer naar de Kreisliga A. In de tussentijd splitsten afdelingen atletiek, handbal, kanu en judo zich van de club af en sloten zich bij andere clubs aan of werden zelfstandig zodat de club nu enkel nog in voetbal actief is.